# Meteorus eumenidis
Meteorus eumenidis är en stekelart som beskrevs av Brethes 1903. Meteorus eumenidis ingår i släktet Meteorus och familjen bracksteklar. Inga underarter finns listade i Catalogue of Life.